# Михаил (Груич)
Епи́скоп Михаи́л (серб. Епископ Михаило, в миру Ми́лош Гру́ич, серб. Милош Грујић; 29 июля (11 августа) 1861, Кралевчани, Бания — 21 февраля (6 марта) 1914, Плашка, Лика) — епископ Карловацкой патриархии, епископ Горнокарловацкий.

## Биография
Родился 11 августа 1861 года в Кралевчанах в семье учителя Петра и матери Милки. Начальную школу окончил в Петрини, гимназию — в Загребе и после положенного первого государственного экзамена на юридическом факультету в Загребе поступил в Карловацкую духовную семинарию, которую окончил в 1886 году.
В 1887 году был рукоположён в сан диакона и пресвитера целибатом и поставлен администратором прихода в Меченчанах.
В начале 1889 года године назначен чиновником при епархиальном управлении в Плашке, но вскоре ему пришлось покинуть это место.
Пострижен в монашество в Монастыре Гомирье с именем Михаил, после чего управлял монастырским приходом Мариндол-Боянци, где он был и учителем.
В 1890 году становится профессором духовной семинарии в Сремских Карловцах, а 15 октября 1891 года был избран за епископом Горнокарловацким.
27 декабря 1891 года в Карловацкой Соборной церкви был хиротонисан во епископа Горнокарловацкого. Хиротонию совершили: Патриарх Карловацкий Георгий, епископ Вршачский Нектарий (Димитриевич) и епископ Пакрачкий Мирон (Николич).
Как епархиальный архиерей был очень строгий, энергичный и трудолюбивый, отстаивал нужды Сербской православной церкви. После его внезапной смерти было найдено более тысячи копий писем, в которых он ходатайствовал в Вене и Загребе за всех тех Сербов, которые были в какой-либо беде.
После насильственной смерти Патриарха Сербского Лукиана, епископ Михаил 14 октября 1913 года стал администратором Карловацкой митрополии, а после смещения с этой должности австро-венгерскими властями, эту должность занял старейший по хиротонии епископ Пакрачский Мирон.
Скончался 6 марта 1914 года в Плашке и похоронен в Соборной церкви в Плашке.